# Ariel Schulman
Ariel "Rel" Schulman (2 de octubre de 1981) es un actor, director y productor estadounidense conocido por su papel, producir y dirigir en el documental Catfish, y por dirigir las películas de miedo de Paranormal Activity 3 y 4 con Henry Joost.